# میزویل (ایندیانا)
میزویل (به انگلیسی: Maysville) یک منطقهٔ مسکونی در ایالات متحده آمریکا است که در شهرستان دیویس، ایندیانا واقع شده‌است. میزویل ۱۳۵٫۹۴ متر بالاتر از سطح دریا واقع شده‌است.